# Convolvulus remotus
Convolvulus remotus là một loài thực vật có hoa trong họ Bìm bìm. Loài này được R. Br. mô tả khoa học đầu tiên năm 1810.